# Dufa
Dufa er i nordisk mytologi en jættekvinde, der er datter af Ægir og Ran.
| Nordisk mytologi | Spire Denne artikel om nordisk religion og mytologi er en spire som bør udbygges. Du er velkommen til at hjælpe Wikipedia ved at udvide den. |